# 長崎県上対馬病院
長崎県上対馬病院（ながさきけん かみつしまびょういん, Nagasaki Prefecture Kamitsushima Hospital）は、長崎県対馬市上対馬町比田勝（対馬島北部）にある医療機関。長崎県病院企業団が設置運営する病院である。

## 概要
歴史
1936年（昭和11年）に開設された「豊崎村産業組合医院」を前身とする。数回の移管・改称を経て1968年（昭和43年）に「長崎県離島医療圏組合上対馬病院」となる。2009年（平成21年）に長崎県離島医療圏組合が解散し、長崎県病院企業団が設立されたことにより、現在の名称に改称した。
病床数
60床（一般病床のみ）
指定・認定
- 救急告示病院
- 二次救急輪番病院

## 診療科
- 内科
- 小児科
- 外科
- 整形外科
- 産婦人科
- 精神科
- 神経内科
- 眼科
- 泌尿器科
- 耳鼻咽喉科
- 皮膚科
- 脳神経外科
- リハビリテーション科
- 放射線科

## 沿革
- 1936年（昭和11年）4月1日 - 「豊崎村産業組合医院」が開設される。
- 1948年（昭和23年）12月 - 「豊崎村国民健康保険直営診療所」に改称。
- 1955年（昭和30年）1月 - 上対馬町の発足により、「上対馬町国民健康保険直営診療所」に改称。
- 1956年（昭和31年）4月1日 - 「国民健康保険直営上対馬病院」に改称。
- 1960年（昭和35年）4月1日 - 「国民健康保険上対馬病院」に改称。
- 1964年（昭和39年）11月 - 新病棟建設を開始。
- 1966年（昭和41年）4月1日 - 「国民健康保険上対馬町立病院」に改称。
- 1967年（昭和42年）
  - 2月 - 鉄筋コンクリート造2階建ての新病棟が完成。病床数52床を有する。
  - 8月 - 一般病床を9床増床して61床とする。
- 1968年（昭和43年）4月1日 - 長崎県離島医療圏組合の設立により、「長崎県離島医療圏組合上対馬病院」となる。
- 1980年（昭和55年）7月 - 二次救急輪番病院に指定される。ICU2床を設置。
- 1984年（昭和59年）3月 - 新病棟の建設を開始。
- 1985年（昭和60年）3月 - 新病棟が完成。一般病床95床で診療を開始。
- 1996年（平成8年）3月 - 本館の増築を完了し、特殊浴室・作業療法室・会議室等を新設。
- 2000年（平成12年）9月 - 訪問看護ステーションを開設。
- 2001年（平成13年）4月 - 院外処方を開始。
- 2005年（平成17年）
  - 4月 - 療養病棟を開設し、一般病棟を60床、療養病棟を24床とする。
  - 5月 - 通所リハビリテーション「デイケア上対馬」を開設。
- 2009年（平成21年）4月1日 - 長崎県病院企業団の設立により、「長崎県上対馬病院」に改称。
- 2012年（平成24年）1月 - 療養病棟を閉鎖し、一般病棟60床とする。

## 交通アクセス
- 対馬交通「上対馬病院」バス停
- 九州郵船「比田勝港」
- 国道382号

## 周辺
- 対馬市役所上対馬振興部（旧・上対馬地域活性化センター）
- 対馬北警察署比田勝警察官駐在所
- 対馬市消防本部対馬市消防署上対馬出張所
- 比田勝郵便局
- 対馬市立比田勝こども園
- 対馬市立比田勝小学校
- 対馬市立比田勝中学校